# Geoffrey Lofthouse, Baron Lofthouse of Pontefract
Geoffrey Lofthouse, Baron Lofthouse of Pontefract (* 18. Dezember 1925 in Featherstone; † 1. November 2012) war ein britischer Politiker der Labour Party.

## Leben
Seine Eltern waren Emma und Ernest Lofthouse. Mit 14 arbeitete er im Bergbau und war mit 29 Jahren Vorsitzender des Ortsverbandes der National Union of Mineworkers. Er studierte an der Universität Leeds Politikwissenschaften und erlangte seinen Bachelor-Abschluss im Jahre 1957. Im Jahre 1967 wurde er Bürgermeister von Pontefract. 1978 wurde er zum Abgeordneten des Wahlkreises Pontefract und Castleford gewählt und blieb dies bis 1997.
Am 11. Juni 1997 wurde er zum Life Peer erhoben.
Er hatte mit seiner Frau Sarah eine Tochter.